# Spiv states
SPIV STATES（スピッブ・ステイツ）は、日本のヴィジュアル系バンド。所属プロダクションはMAVERICK、所属レーベルはCLOUD。

## メンバー
JUN（じゅん）
ボーカル、ギター担当。Phantasmagoriaの元メンバー。現在はGOTCHAROCKAで活動中。
兵庫県神戸市出身で、誕生日は11月17日。血液型はO型。

### 旧メンバー
IORI（いおり）
ギター担当。Phantasmagoriaの元メンバー。
兵庫県出身で、誕生日は1月10日。
RYO（りょう）
ギター担当。the Vambieのメンバー。
静岡県浜松市出身で、誕生日は3月29日。
ゼクス
ベース担当。電脳ロメオやVirgilのメンバー。
東京都出身で、誕生日は6月7日。
聖也（せいや）
ドラムス担当。都内専門学校で講師をしている。
広島県出身で、誕生日は12月7日。

## 来歴
2009年8月にPhantasmagoriaの元メンバー、JUNとIORIの2人によって結成され、11月18日に東京キネマ倶楽部で1st ライブ「OPEN THE VIVA SONIC」を行う。
2010年4月から、マーヴェリック・ディー・シー・グループが新設したレーベル「CLOUD」に所属し、レーベル第1弾アーティストとして8月25日にデビューシングル『フレーバー』をリリースする。
その後、2010年9月22日付でIORIが脱退。12月よりRYO、ゼクス、聖也の3人を新メンバーに迎えるが、2011年7月13日にリリースしたミニアルバム『フタリノホシ』を機にJUNのソロプロジェクトへ移行し、合わせて表記を大文字の『SPIV STATES』へ変更する。

## 音楽性
「NEW FASHION ROCK」という理念を掲げて活動を展開している。
SPIV STATESの楽曲は「カラフル」と形容されるほど多彩だが、JUNは自身のサウンドについて「キャッチーでギターサウンドの効いたポップサウンド」と語っており、SPIV STATESの楽曲は異なる曲調でもポップな点は一貫している。

## ディスコグラフィー

### シングル
1. フレーバー（2010年8月25日）- オリコンインディーズチャート初登場15位
2. グライダー（2010年11月17日）

### ミニアルバム
1. NOVELTY HUNTER（2010年5月19日）
2. フタリノホシ（2011年7月13日）

### 会場限定シングル
1. VIVA SONIC（2009年12月）
2. MICROBE（2010年1月）
3. MUTANT（2010年2月）